# Léon le Diacre
Pour les articles homonymes, voir Diacre.
Léon le Diacre  (Λέων ὀ Διάκονος en grec, Leo Diaconus, en latin), né avant 950, à Caloé, en Ionie, mort après 992, est un historiographe de l'Empire byzantin. C'est une des sources les plus importantes de l'histoire byzantine du Xe siècle.

## Biographie
Léon le Diacre naît en Asie Mineure, à Caloé (actuellement Kelez), un village près d'Éphèse, au pied du mont Tmolus (maintenant Bozdağ). Sa date de naissance exacte n'est pas connue, mais se situe certainement avant 950. Ses parents sont des gens modestes, mais suffisamment aisés pour l'envoyer à Constantinople, où il fait ses études et devient diacre au palais impérial. Il accompagne, en tant que prêtre, l'empereur Basile II (976-1025) dans sa campagne contre l'empereur Samuel Ier de Bulgarie, en 986. Il s'enfuit avec les restes de l'armée à suite de la défaite des Byzantins lors du siège de Sofia. Trois versions différentes sont avancées pour la fin de sa vie. Selon la première, il devient évêque de Carie, en Asie Mineure. Une seconde explique par sa mort prématurée, vers 996, l'inachèvement de son œuvre. Enfin, une troisième en fait, à la suite de son panégyrique de l'empereur, un ambassadeur de ce dernier en Italie, entre 996 et 998.
Il meurt probablement au début du XIe siècle. 

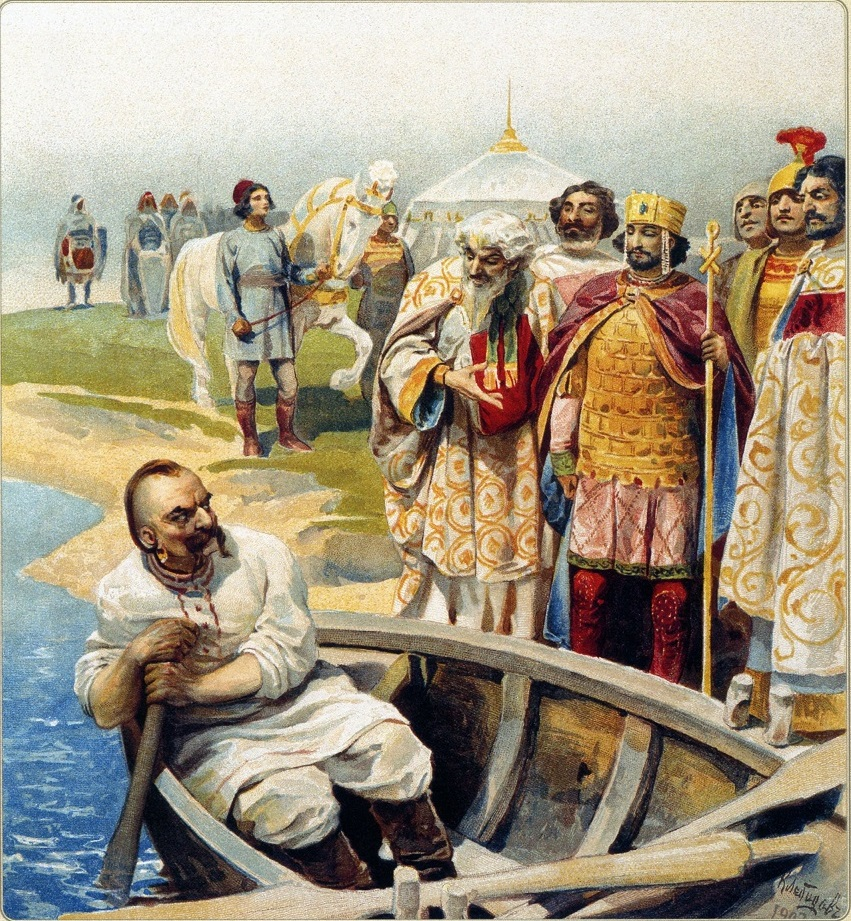
La rencontre entre Sviatoslav et l'empereur byzantin Jean Ier Tzimiskès, d'après la description qu'en donne Léon le Diacre.
Peinture de Klavdi Lebedev - 1916.

## Œuvre
À la fin du Xe siècle, probablement aux alentours de 992, Léon le Diacre écrit son Histoire (Historia, Ἱστορία, en grec), une œuvre inachevée, composée de 10 livres. Elle embrasse une période restreinte dont il est le témoin, les règnes de Romain II (959-963), Nicéphore II Phocas (963-969), Jean Ier Tzimiskès (969-976) et les premières années de celui de Basile II, soit de 959 à 986. Il relate les combats de Byzance contre les Arabes, durant lesquels sont reconquises les forteresses de Cilice et l'île de Crète (964-965). Il décrit aussi les guerres en Asie, avec la conquête d'Antioche et de la Syrie septentrionale (968-969). En Bulgarie, on notera les descriptions des campagnes dans les Balkans contre le prince Sviatoslav Ier de Kiev, qui envahit ce pays en 969, et la défaite subséquente des Ruthènes, et celle de la campagne de l'empereur byzantin Basile II et du siège de Sredets (aujourd'hui Sofia) en 986, auquel il a lui-même participé. Dans une courte note, il mentionne la prise de Véria en 989 par Samuel Ier de Bulgarie. Il décrit également la perte d'influence du roi Boris II de Bulgarie face à Jean Ier Tzimiskès et la domination des princes ruthènes de Kiev sur le Bosphore cimmérien.
Léon le Diacre décrit des évènements contemporains, auxquels il a lui-même assisté, ou à partir de sources qui les ont vécus. Il revendique cette connaissance dans sa préface :
« Les évènements tels que je les ai vus, de mes propres yeux (les yeux sont plus dignes de confiance que les oreilles, comme le dit Hérodote) et comme je les ai recueillis de ceux qui les ont vus, ces choses, je les écris dans mon livre. »
— Léon le Diacre, Leonis Diaconi Caloensis Historiae libri decem.
Son œuvre s'inscrit dans une tradition classicisante, imitant la langue de la Grèce ancienne, celle d'Homère et de Thucydide. Il s'inspire aussi des historiens classiques de l'Antiquité tardive, principalement Agathias et Théophylacte Simocatta. Les critiques littéraires jugent son style affecté et prolixe, avec une passion pour les termes étrangers (latin, notamment) et les tournures insolites et extravagantes. À des termes communs, Léon le Diacre préfère des synonymes prétentieux ou d'étranges néologismes. Krumbacher définit brièvement le style de Léon le Diacre comme « banal et pédant ». Léon le Diacre cite souvent Procope, Homère et la Bible (dans la version des Septante).
En dépit des superstitions et préjugés de son époque, qu'il reflète dans ses écrits, et de son absence d'esprit critique envers les Phocas et, particulièrement, Nicéphore II, et malgré une chronologie parfois confuse, il reste la source d'information la plus fiable pour son époque, et la seule concernant les règnes de Nicéphore II Phocas et Jean Ier Tzimiskès.
Il donne le premier témoignage sur des frères siamois : « Deux frères jumeaux, complètement adhérents l'un à l'autre, depuis l'estomac jusqu'au pubis, et face à face, vinrent à Constantinople. La population vit dans ce phénomène un mauvais augure et chassa ces pauvres êtres de la ville ».

## Éditions
Un seul manuscrit de son œuvre a été conservé. Son Histoire a connu deux traductions en russe, celle de D. Popov, en 1820, et celle de M. Kopylenko, avec des commentaires de M. J. Syuzyumov, en 1988.

## Successeurs
L'œuvre de Léon le Diacre est largement utilisée par Jean Skylitzès qui, dans son prologue, le nomme « Léon d'Asie » pour son Synopsis Historîon.  
Michel Psellos est son continuateur jusqu'en 1069, s'inscrivant dans une tradition ancienne (historia perpetua). Par la suite, les livres de Léon le Diacre ne sont guère utilisés par les historiens des siècles suivants, à l'exception de Nicéphore Bryenne.